# Clifton Anderson
Clifton Elliot Anderson (nacido el 5 de octubre de 1957) es un trombonista de jazz estadounidense.

## Primeros años de vida
Anderson nació en la ciudad de Nueva York el 5 de octubre de 1957. "Su madre era cantante y su padre era organista". Cuando tenía siete años, el tío de Anderson, el saxofonista Sonny Rollins, le compró su primer trombón. Anderson asistió a la High School of Music and Art de Nueva York  y se graduó de la Manhattan School of Music en 1978. 

## Vida posterior y carrera
Anderson se unió a la banda de Rollins en 1983. Otras bandas en las que ha tocado incluyen Loud Minority de Frank Foster, Cosmos Nucleus de Carlos Garnett, World of Trombones de Slide Hampton y la big band de McCoy Tyner. El álbum debut de Anderson como líder fue Landmarks, que fue grabado en 1995 para Milestone Records. Doxy lanzó otro álbum, Decade, alrededor de 2008.  Anderson explicó las dificultades que tuvo entre grabaciones: " Landmarks se transmitía con bastante regularidad en la radio y los críticos pensaban que era bueno, así que supuse que podría conseguir un concierto. Pero [...] me ofrecieron trabajos para Un dinero tan malo que no podía aceptar, aunque sólo fuera porque quería poder pagarles algo a mis acompañantes". 
El tercer álbum de Anderson como líder fue And So We Carry On, de alrededor de 2013. 
El álbum más reciente del trombón es Been Down This Road Before de 2020, con la participación del vocalista Andy Bey y los músicos Renee McLean, Antoine Roney, Eric Wyatt, Peter Bernstein, John F. Adams, Monty Alexander, Stephen Scott, Tadataka Unno, Buster Williams, Tom Barney, Ronnie Burrage, Al Foster, Steve Jordan, Sammy Figueroa y Victor See Yuen.

## Estilo
"Anderson toca con un tono pleno y seguro, y se inspira en el estilo de Curtis Fuller, aunque también emplea dispositivos pre-bop, como diapositivas y smears".

## Discografía

### Como líder
- Landmarks (Milestone, 1995)
- Decade (Universal/Doxy, 2008)
- And So We Carry On (Daywood Drive, 2011)
- Been Down This Road Before (BSMF, 2020)

### Como acompañante
Con Muhal Richard Abrams
- The Hearinga Suite (Black Saint, 1989)

Con Geri Allen
- The Life of a Song (Telarc, 2004)

Con Lester Bowie
- Live at the 6th Tokyo Music Joy (DIW, 1990)

Con Robin Eubanks
- Different Perspectives (JMT, 1989) – recorded in 1988

Con Sonny Rollins
- Sunny Days, Starry Nights (Milestone, 1984)
- G-Man (Milestone, 1987) – recorded in 1986
- Dancing in the Dark (Milestone, 1987)
- Falling in Love with Jazz (Milestone, 1989)
- Here's to the People (Milestone, 1991)
- Global Warming (Milestone, 1998)
- This Is What I Do (Milestone, 2000)
- Without a Song: The 9/11 Concert (Milestone, 2005) – recorded in 2001
- Sonny, Please (Doxy, 2006) – recorded in 2005-06
- Road Shows, Vol. 1 (Doxy, 2008)
- Road Shows, Vol. 3 (Doxy, 2014) – recorded in 2001-12
- Holding The Stage: Road Shows, Vol. 4 (Doxy, 2016)

Con Pablo Simón
- The Rhythm of the Saints (Warner Bros., 1990)